# Csaba Kőrösi

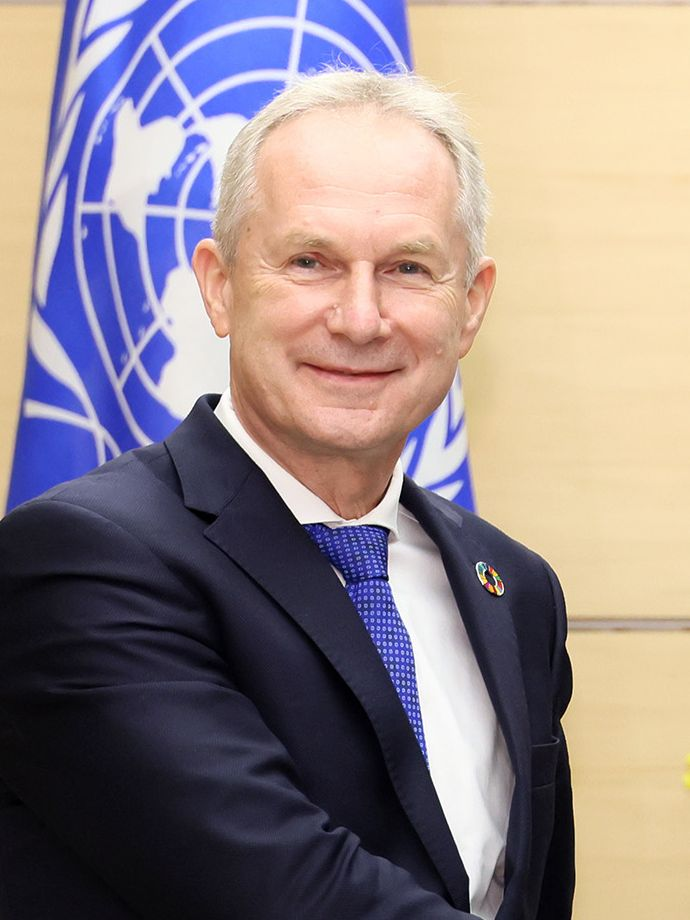
Csaba Kőrösi (2023)

Csaba Kőrösi (* 1958 in Szeged) ist ein ungarischer Diplomat, der unter anderem zwischen 2002 und 2006 Botschafter in Griechenland, von 2010 bis 2015 Ständiger Vertreter bei den Vereinten Nationen und zwischen 2022 und 2023 Präsident der 77. UNO-Generalversammlung war.

## Leben
Csaba Kőrösi begann nach dem Schulbesuch ein Studium am Staatlichen Moskauer Institut für Internationale Beziehungen, welches er 1983 beendete. Er absolvierte zudem ein Mittelost-Studium an der Hebräischen Universität Jerusalem. Anschließend trat er ein diplomatischen Dienst des Außenministeriums und fand zunächst Verwendungen an den Auslandsvertretungen in Griechenland, Israel und Libyen. 1991 besuchte er einen Lehrgang für Diplomatie an der University of Leeds sowie 1992 einen Kurs für strategisches Verhandeln an der Harvard Kennedy School – John F. Kennedy School of Government (HKS) der Harvard University. Während seiner Tätigkeit im Außenministerium befasste er sich in verantwortliche Positionen insbesondere mit den Themen Sicherheitspolitik, multilaterale Diplomatie und Menschenrechtskooperation. Er war Herr stellvertretender Leiter der Botschaft in Israel und Geschäftsträger der Botschaft in den Vereinigten Arabischen Emiraten.

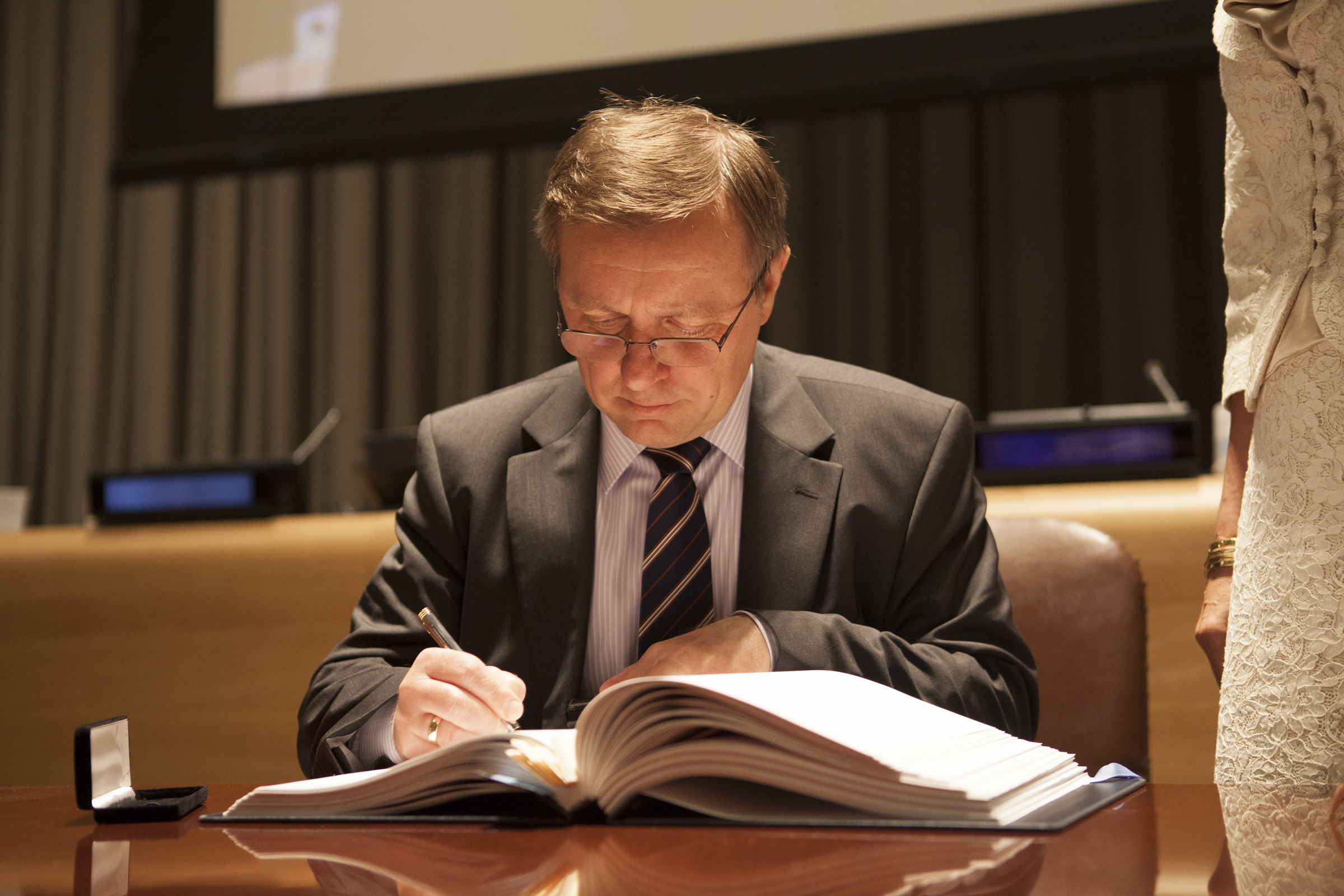
Kőrösi als Ständiger Vertreter bei den Vereinten Nationen (2013)

Von 2001 bis 2002 war Kőrösi stellvertretender Staatssekretär für multilaterale Diplomatie und Leiter der NATO-WEU-Abteilung im Außenministerium sowie daraufhin zwischen 2002 und 2006 Botschafter in Griechenland. Nach seiner Rückkehr fungierte er von 2006 bis 2010 als Leiter der Ersten und Zweiten Europaabteilung im Außenministerium. Am 19. August 2010 wurde er als Nachfolger von Márta Fekszi Horváth Ständiger Vertreter bei den Vereinten Nationen und verblieb auf diesem diplomatischen Posten in New York City bis zum 1. Januar 2015, woraufhin Katalin Bogyay seine Nachfolge antrat. Während seiner Amtszeit in New York war er Co-Vorsitzender des zwischenstaatlichen Prozesses (Offene Arbeitsgruppe der Generalversammlung zu nachhaltigen Entwicklungszielen), der die Agenda 2030 für nachhaltige Entwicklung und die ihr zugrunde liegenden nachhaltigen Entwicklungsziele ausarbeiten soll. Von 2011 bis 2012 war er außerdem Vizepräsident der 66. Generalversammlung der Vereinten Nationen.
Im Anschluss wurde Csaba Kőrösi im Range eines Staatssekretärs Direktor für nachhaltige Entwicklung im Präsidialamt und arbeitete gemeinsam mit Staatspräsident János Áder im hochrangigen Wassergremium, das vom Generalsekretär der Vereinten Nationen und dem Präsidenten der Weltbankgruppe einberufen wurde. Eine ähnliche Funktion übte er im Rahmen des Water and Climate Leaders Panel aus, das vom Generalsekretär der Weltorganisation für Meteorologie (WMO) und dem Präsidenten von UN-Wasser einberufen wurde. Als Gründungsmitglied des Ungarischen Wissenschaftlichen Gremiums für Klimawandel ist er ständiges Mitglied des Präsidialausschusses für nachhaltige Entwicklung der Ungarischen Akademie der Wissenschaften MTA (Magyar Tudományos Akadémia) und des Nationalen Rates für nachhaltige Entwicklung der Nationalversammlung (Országgyűlés).
Am 7. Juni 2022 wählte die Generalversammlung der Vereinten Nationen Kőrösi, der unter anderem mit dem Ungarischen Verdienstorden ausgezeichnet wurde, zum Präsidenten der 77. UNO-Generalversammlung, die von September 2022 bis September 2023 dauerte. Während seiner Amtszeit wurde die Elfte Dringlichkeitssitzung der Generalversammlung der Vereinten Nationen fortgeführt, deren Thema der illegale Russische Überfall auf die Ukraine 2022 ist. Die Sitzung hat bislang sechs Resolutionen verabschiedet und wurde nach diesen Beschlüssen jeweils vorläufig vertagt. Er ist verheiratet und Vater einer Tochter.